# Eichköppel bei Eichelsdorf
Koordinaten: 50° 27′ 26″ N, 9° 4′ 21″ O
Das Naturschutzgebiet Eichköppel bei Eichelsdorf liegt auf dem Gebiet der Stadt Schotten im Vogelsbergkreis und auf dem Gebiet der Stadt Nidda im Wetteraukreis in Hessen.
Das etwa 42 ha große Gebiet, das im Jahr 1995 unter der Kennung 1535039 unter Naturschutz gestellt wurde, erstreckt sich nordöstlich von Eichelsdorf, einem Stadtteil von Nidda, und südlich von Rainrod, einem Stadtteil von Schotten. Westlich des Gebietes fließt die Nidda und verläuft die B 455, südlich verläuft die Kreisstraße K 204 und fließt der Eichelbach.